# Arikara

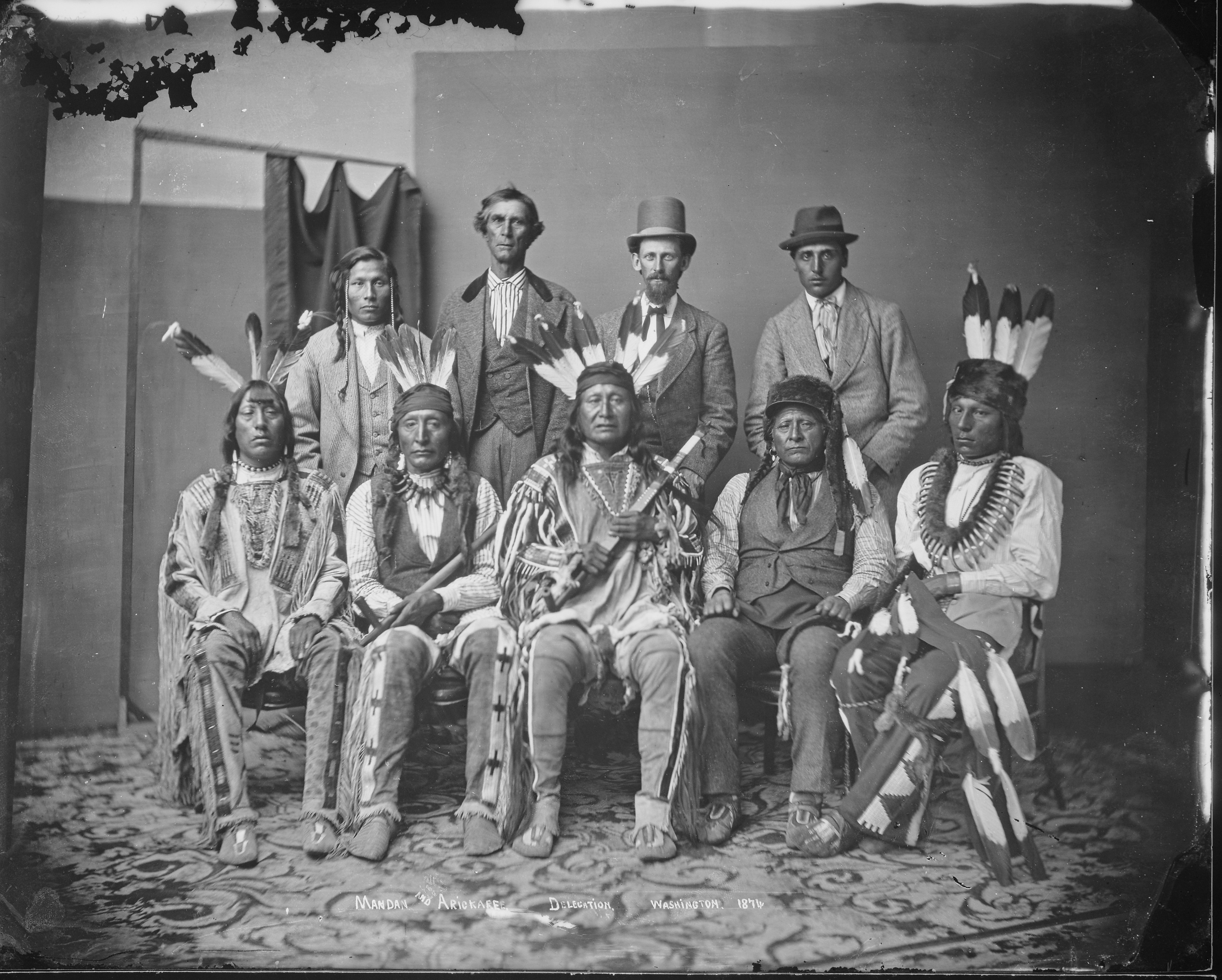
Delegazione dei capi indiani Arikara, Washington, 1874

Gli Arikara, chiamati anche Sahnish, Arikaree o Ree, sono una tribù di Nativi americani stanziati in Dakota del Nord e Dakota del Sud. Erano a stretto contatto con i Mandan e gli Hidatsa.

## Lingua
Gli Arikara parlavano la lingua Caddoan, tuttora parlata dagli anziani appartenenti a questa tribù in Dakota del Nord. Questa lingua è simile a quella dei Pawnee, ma non è della stessa famiglia linguistica.

## Storia
Gli Arikara abitavano inizialmente il Dakota del Sud, ma poi si spostarono nel Dakota del Nord. Gli Arikara vennero colpiti da molte malattie epidemiche portate dagli europei, in particolare una epidemia di vaiolo del 1830. Diminuirono sempre di più e dovettero sottomettersi ed integrarsi ai Mandan e agli Hidatsa, due tribù dei territori circostanti. In seguito, molti vennero arruolati dal colonnello George Armstrong Custer nella guerra Arikara, per la campagna di Little Big Horn.

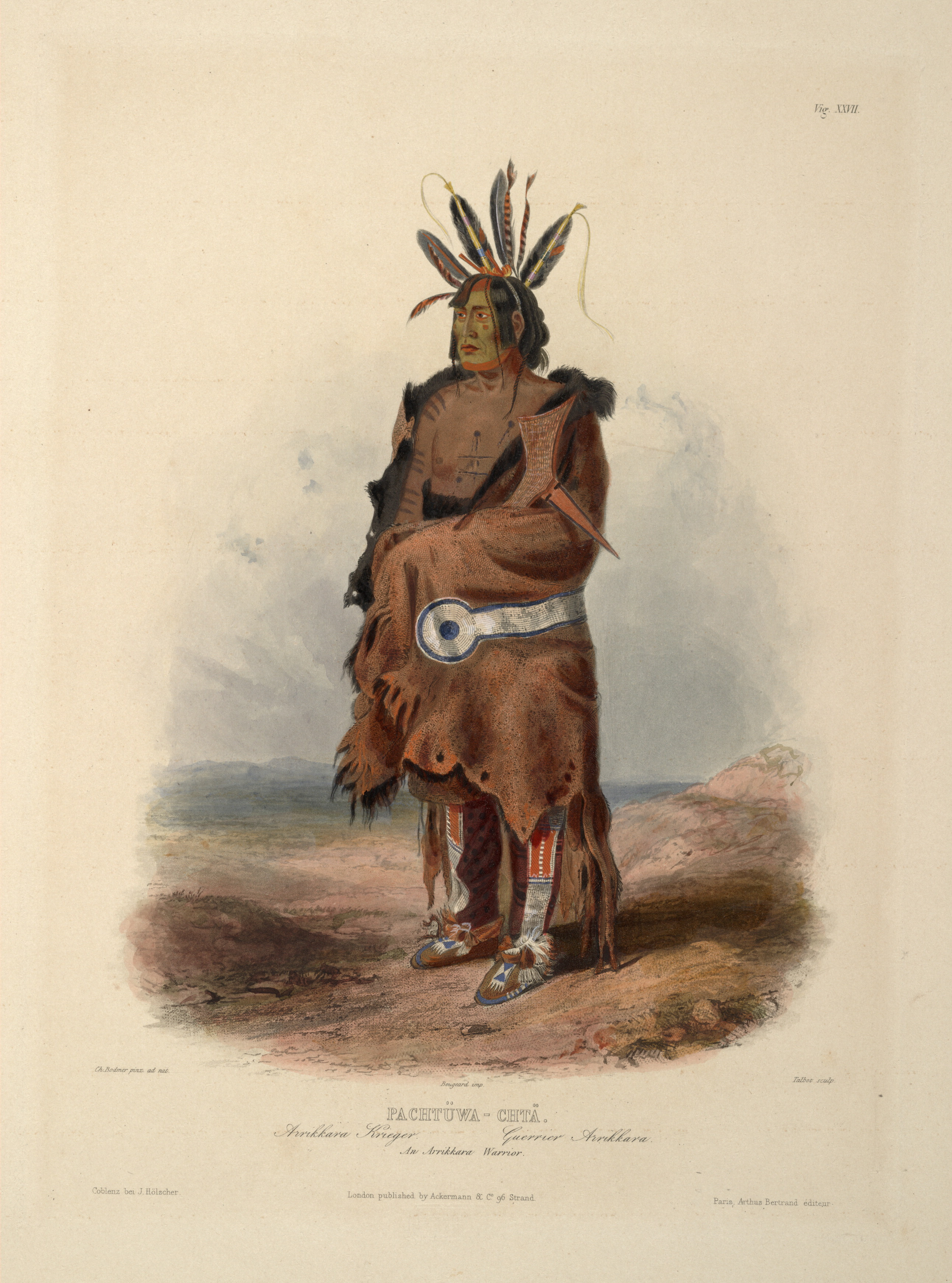
Un guerriero Arikara

## Economia
Gli Arikara avevano un'economia basata sull'agricoltura, soprattutto di mais. Per questo vennero soprannominati "Mother Corn", che significa "Madre Mais".